# 克切涅雷區

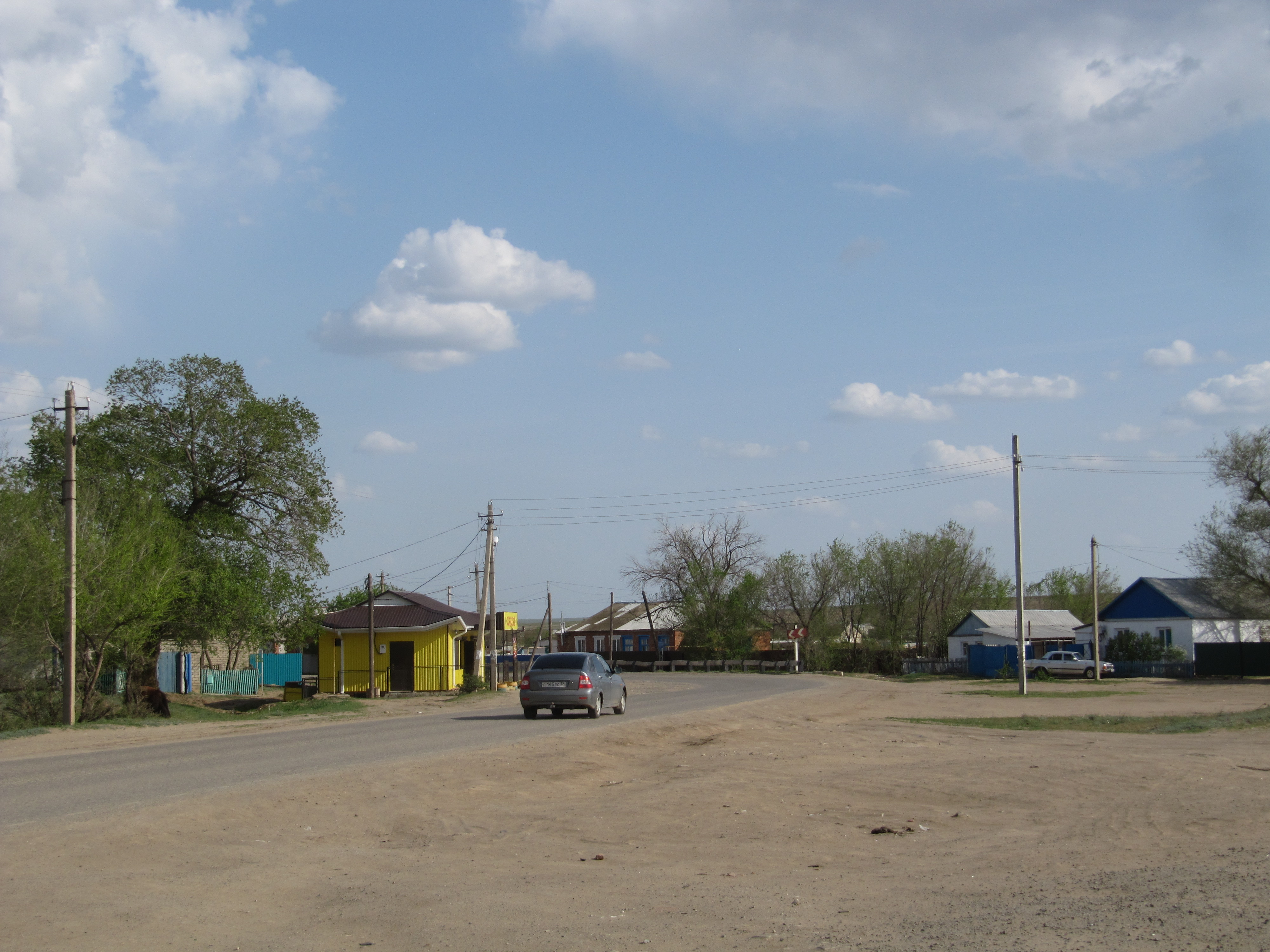

47°18′N 44°31′E / 47.300°N 44.517°E
克切涅雷區（俄语：Кетченеровский район），是俄羅斯的一個區，位於該國西南部，由卡爾梅克共和國負責管轄，始建於1938年，面積6,547.9平方公里，2010年人口10,622，人口密度每平方公里1.62人。